# DWARS

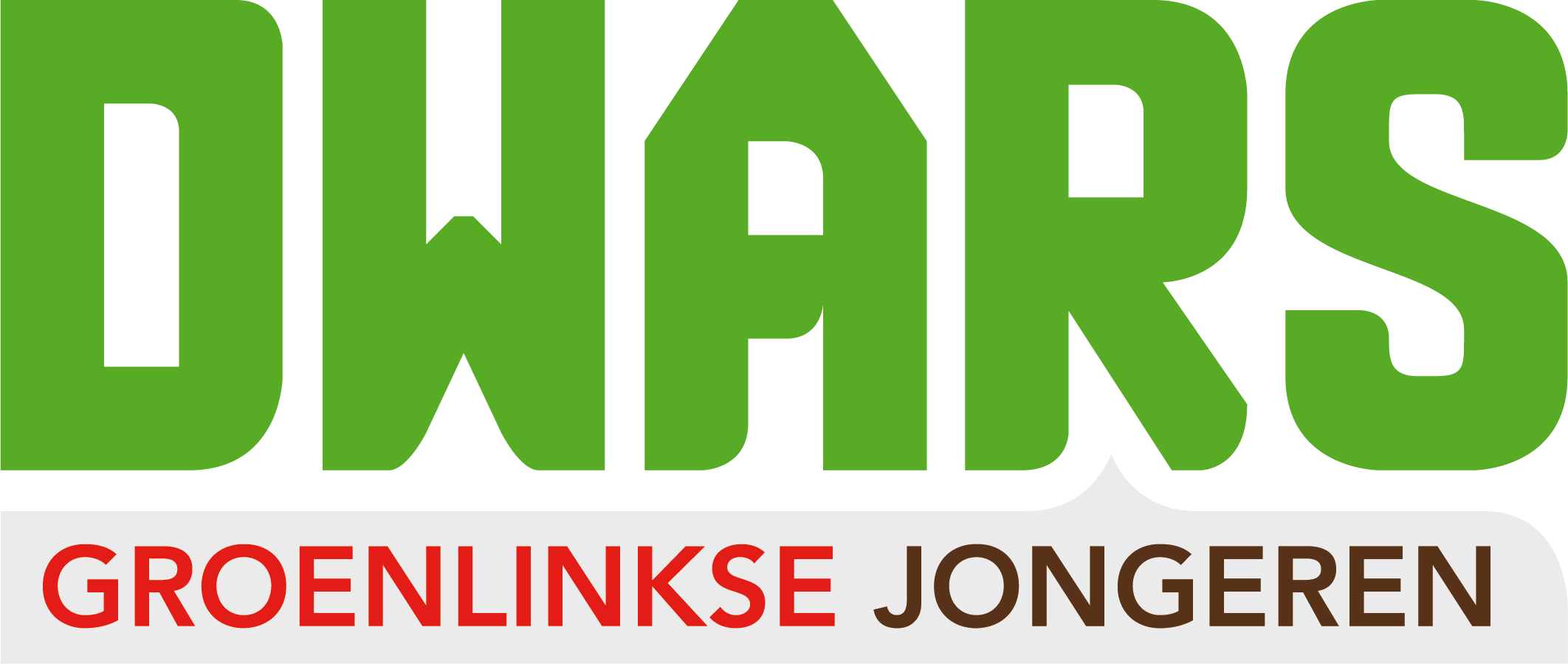
Logo de DWARS en 2017

DWARS, les jeunes de la Gauche verte (en néerlandais : DWARS, GroenLinkse jongeren) est le mouvement de jeunesse affilié au parti écologiste néerlandais la Gauche verte (GroenLinks). Le mouvement compte environ 5.000 membres (2020).  
DWARS est créée en 1991, par la fusion du PSJG, un mouvement de jeunesse socialiste de gauche affilié au Parti socialiste pacifiste et du PPRJ, un mouvement de jeunesse radical chrétien de gauche, affilié au Parti politique des radicaux.
DWARS est membre de la Fédération des Jeunes Verts Européens, la branche jeune du Parti vert européen.